# شارا
شارا (بالإيطالية: Sciara)‏ هي بلدية في مقاطعة باليرمو في صقلية الإيطالية.

## السكان
في سنة 1861 بلغ عدد السكان 1٬537 نسمة، وتطور العدد ليصل في سنة 2011 لـ 2٬787 نسمة.
يظهر هذا المخطط البياني تطور النمو السكاني لـ شارا